# Эссель
Эссель (нем. Essel) — община в Германии, в земле Нижняя Саксония.
Входит в состав района Зольтау-Фаллингбостель. Подчиняется управлению Швармштедт. Население составляет 1076 человек (на 31 декабря 2010 года). Занимает площадь 34,06 км². Община подразделяется на 4 сельских округа.